# Vijf geboden van de Kerk
De Katholieke Kerk kent naast de Tien geboden van God en enkele verplichtingen uit het canoniek recht ook de vijf geboden van de Kerk. Deze zijn:
1. Op zondagen en verplichte feestdagen deelnemen aan de Heilige Mis (niet verplicht om de H. Communie te ontvangen) en af te zien van slaafse arbeid.
2. Ten minste eenmaal per jaar biechten.
3. De heilige Communie ontvangen, op zijn minst in de paastijd.
4. Op de door de Kerk vastgestelde dagen zich onthouden van het eten van vlees en het vasten in acht te nemen.
5. Helpen te voorzien in de noden van de Kerk.

Als men door omstandigheden niet in staat is om de kerk te bezoeken wordt men gepardonneerd zonder de christelijkheid in vraag te stellen.

## 1. Zondagen en verplichte feestdagen
Elke zondag is een katholiek verplicht om naar de Mis te gaan. Hetzelfde geldt op een verplichte feestdag.
De verplichte feestdagen zijn in België: Hemelvaartsdag, Maria-Tenhemelopneming, Allerheiligen en Kerstmis. In Nederland zijn dat, behalve deze vier, ook Maria Moeder van God.

## 2. Eens per jaar biechten
Elke katholiek moet minstens eens per jaar te biechte gaan. Wie zich bewust is van een doodzonde die niet door het sacrament van de verzoening zijn vergeven, kan de H. Communie niet ontvangen.
De doodzonde valt in ons het levensprincipe aan dat de liefde is. Dit maakt een nieuw initiatief van Gods barmhartigheid noodzakelijk evenals een bekering van het hart, die normaal tot stand komt in het kader van het sacrament van boete en verzoening: (…)

## 3. De H. Communie ontvangen
Minstens eens per jaar, in principe gedurende de paastijd, moet elke katholiek de H. Communie ontvangen. Een katholiek kan alleen te communie gaan als hij geen doodzonde heeft begaan die niet door het sacrament van boete en verzoening is vergeven, én als hij bovendien in het uur voorafgaand aan het ontvangen van de H. Communie niets gegeten of gedronken heeft, anders dan water of medicijnen.

## 4. Vasten en onthouding
De Katholieke Kerk kent drie soorten dagen:
- Boetedagen: elke vrijdag in het gehele jaar, én de gehele veertigdagentijd.[noot 2]
- Onthoudingsdagen: Aswoensdag en elke vrijdag in het gehele jaar (inclusief Goede Vrijdag), tenzij deze samenvalt met een Hoogfeest.
- Vastendagen: Aswoensdag en Goede Vrijdag.

In principe zijn onthoudingsdagen de dagen waarop katholieken geen vlees mogen eten.  Sinds de apostolische constitutie Paenitemini kunnen bisschoppenconferenties dit verbod opheffen en vragen om het op een andere wijze in te vullen. Zowel in België als in Nederland is dat gebeurd. Als een katholiek in België of in Nederland voor zichzelf beslist om vlees te nuttigen op vrijdag, blijft hij echter wel verplicht om zich iets anders te onthouden: zo kan hij beslissen om niet te roken op vrijdag of om geen internet te gebruiken op vrijdag. Bovendien blijft de verplichting om geen vlees te eten in veel andere landen onverkort gelden, zoals bijvoorbeeld in Engeland en Wales.

## 5. Voorzien in de noden van de Kerk
Tot slot zijn katholieken verplicht te voorzien in de noden van de Kerk.

## Rijmvorm
Deze vijf geboden worden op een bondige wijze als volgt verwoord:
1. Zon- en feestdag houdt in eer.
2. Hoor wel Mis dan, elke keer.
3. Boet, houd vasten ongeschonden.
4. Biecht minstens eens per jaar uw zonden,
5. En nut rond Pasen 't Brood des Heren.

of ook volgens een andere versvorm:
1. Zon- en feestdag zult gij eren.
2. Op boet- en vrijdag vlees ontberen.
3. Houd de vasten ongeschonden.
4. Biecht minstens eens per jaar uw zonden,
5. En nut rond Pasen 't Brood des Heren.[4]